# Ema Mulalić
Ema Mulalić (* 1. Mai 1998) ist eine bosnische Tennisspielerin.

## Karriere
Mulalić spielt vorrangig auf der ITF Women’s World Tennis Tour, wo sie bislang aber noch keinen Titel gewinnen konnte.
Ihr erstes Turnier auf der ITF-Tour bestritt sie 2015 in Amstelveen. Ihr erstes Turnier auf der WTA Tour bestritt Mulalić 2017, als sie in der Qualifikation zu den Bol Open antrat. Sie verlor aber bereits ihr Auftaktmatch gegen Prarthana Thombare mit 0:6 und 3:6.